# Synechocryptus sanguinolentus
Synechocryptus sanguinolentus är en stekelart som först beskrevs av Johann Ludwig Christian Gravenhorst 1829.  Synechocryptus sanguinolentus ingår i släktet Synechocryptus och familjen brokparasitsteklar. Utöver nominatformen finns också underarten S. s. olivieri.